# Ґоґ і Маґоґ

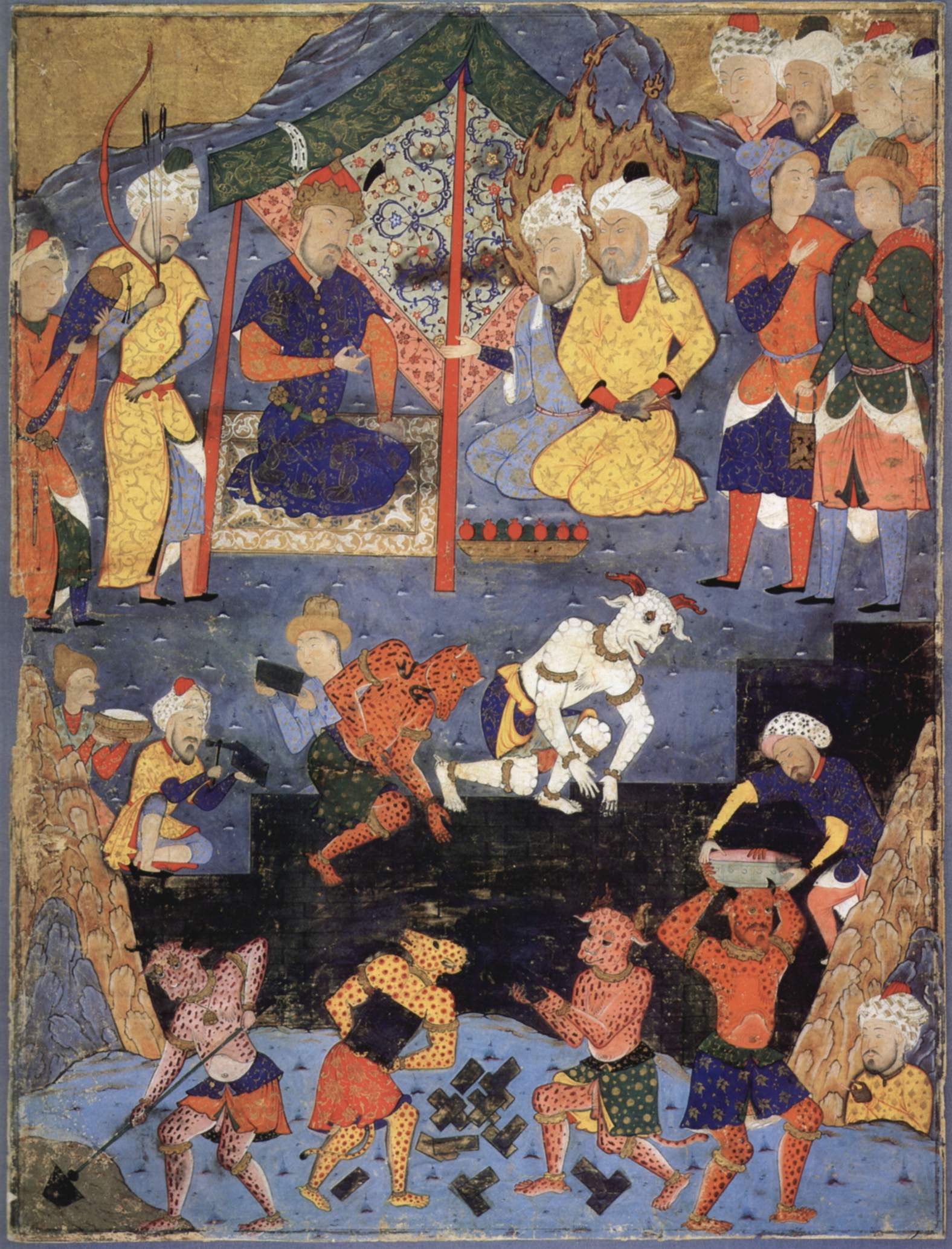
Зу-ль-Карнайн будує мур від Ґоґа і Маґоґа (перська мініатюра, XVI століття)

Ґоґ і Маґо́ґ (івр. גּוֹג וּמָגוֹג, араб. ياجوج وماجوج — Яджудж і Маджудж) — у біблійній есхатології два народи, нашестя яких потрясе світ незадовго до другого приходу Месії. Йосип Флавій ототожнює Ґоґа і Маґоґа зі скіфами.

## Згадка в Біблії
Книга пророка Єзекіїля, гл. 38:
|  | Сину людський, зверни своє обличчя до Ґоґа, краю Маґоґа, князя Рошу, Мешеху та Тувалу, і пророкуй на нього 3 та й скажеш: Так сказав Господь: Ось Я проти тебе, Ґоґу, княже Рошу, Мешеху та Тувалу! |

## Історична інтерпретація
Серед численних спроб виявити історичне джерело книги Єзекіїля та ототожнити Ґоґа і Маґоґа з певним народом, що жив на північ від землі Ізраїлю, найприйнятнішим видається припущення, що прообразом Ґоґа був Ґіґ (у ассирійців — Ґуґу), цар Лідії, (бл. 687—652 роки до н. е.). За Геродотом, цар Ґіґ розширив свої володіння в Малій Азії до Егейського моря на заході та до Чорного моря на півночі. У бібліотеці ассирійського царя Ашшурбаніпала (699—633? до н. е.) було знайдено декілька глиняних табличок з різними варіантами історії Ґіґа. Численні битви, в яких він брав участь, та навали лідійців і їхніх союзників на Мідію, свідком яких міг бути автор книги Єзекіїля, створили тло апокаліптичного сприйняття Ґоґа і Маґоґа.

## У християнстві
Християнські уявлення про народи Ґоґ і Маґоґ доповнює «Апокаліпсис», де сказано, що наприкінці часів після звільнення сатани він закличе народи Ґоґ і Маґоґ для чергової священної війни з вірними (Біблія, Об'явл. 20:08). Поширена точка зору, за якою тут ідеться про північні народи скіфського або навіть гунського походження.

## У юдаїзмі
У численних переказах Талмуду, у мідрашах та інших джерелах Ґоґ і Маґоґ — це завжди жорстокі та кровожерливі народи, останні битви яких з іншими народами світу відбудуться в землі Ізраїлю перед приходом Месії. Крім звичних асоціацій з лідійцями, мідянами, парфянами або скіфами, деякі хасидські вчителі інтерпретували Ґоґа і Маґоґа як Наполеона.

## В ісламі
За ісламськими джерелами, під час своєї подорожі, за велінням Аллаха Зу-ль-Карнайн потрапляє до народу, який жив між двома горами. Цей народ звернувся до Зуль-Карнайна з проханням врятувати їх від утисків народів Яджудж і Маджудж (Ґоґ і Маґоґ). І він, з дозволу Аллаха, споруджує залізну стіну, і Яджудж і Маджудж (Ґоґ і Маґоґ) виявилися ув'язненими в тому місці. Таким чином Зуль-Карнайн рятує народ, що «заледве розуміє мову», від неправедних племен (18, 92-100).
У пророка Мухаммеда сказано: «Вони кожен день копають вихід з ув'язнення». Вони вийдуть з ув'язнення в той час, коли люди будуть у спокої після вбивства Даджала (Антихрист).
Вони все змітатимуть зі свого шляху, і не залишатимуть на своєму шляху ні води, ні рослинності. Вони пожиратимуть усіх тварин. Того, хто з їхніх помре, вони самі будуть пожирати. Серед них будуть і такі, які харчуватимуться тільки кров'ю й людським м'ясом".

## У картографії

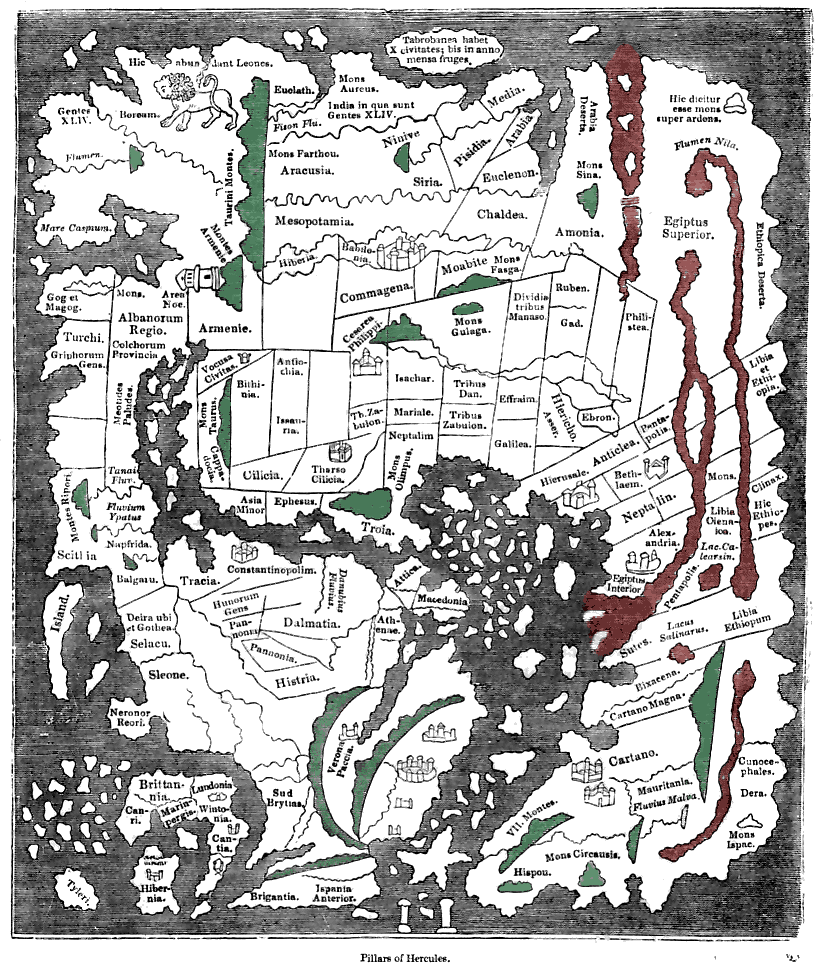
Англо-саксонська карта світу з Коттонської бібліотеки, бл. 1000, копія бл. 1836

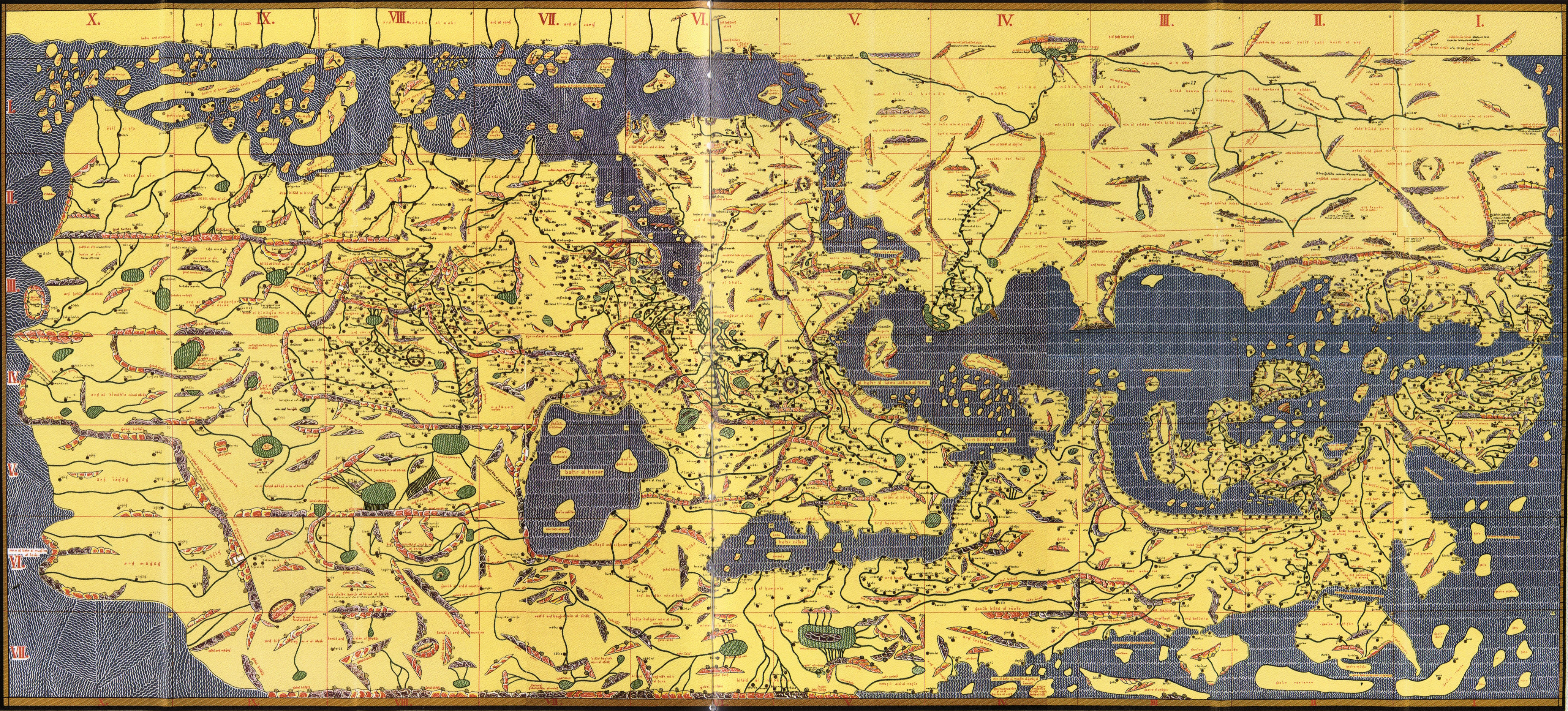
Гог і Магог на карті Tabula Rogeriana, 1154

Край Ґоґа і Маґоґа на доволі схематичній англо-саксонській карті з 1000 року розташований неподалік від Полярного кола. Гог і Магог тут розташовані на північ від сучасного Азербайджану, неподалік від Каспійського моря.
На карті Tabula Rogeriana 1154 року, створеній Аль-Ідрісі, край Гог і Магог находиться на крайньому північному сході.
На карті світу П'єтро Вісконте 1326 року Ґог і Маґоґ розташовані на крайньому сході, аж за Китаєм. На карті Андреа Б'янко 1436 року Ґоґ і Маґоґ розташовані на півострові навпроти Едемського саду На пізніших картах Ґоґ і Маґоґ зміщаються на північний схід Азії, приблизно в район Камчатки.
На карті Geographia sacra Абрагама Ортеліуса (Theatrum orbis terrarum, Антверпен, 1601) Маґоґ — місто в північній Месопотамії, на річці Арбонаї, притоці Євфрату.

## У літературі та інших джерелах
- «Ґоґ і Маґоґ» (Gog und Magog — eine Chronik, 1943) — роман єврейського філософа екзистенціаліста, чия юність тісно пов'язана із Львовом, Мартина Бубера.
- Ґоґ і Маґоґ згадуються у «Кентерберійських оповідях» Джеффрі Чосера.
- У поемі «Утрачений рай» Джона Мілтона Ґоґ і Маґоґ — два гіганти, ув'язнені в підземному царстві.
- Ґоґи[8] та маґоґи[9] — військова одиниця міста Інферно популярної відеогри «Heroes of Might and Magic III».
- Маґоґи — варварська іншопланетна цивілізація в телесеріалі «Андромеда»[10].
- Ґоґ і Маґоґ — примітивні людиноподібні істоти, які з'являються в 13 сезоні 14 серії в серіалі «Надприроднє».